# Franco Navarro
Pour les articles homonymes, voir Navarro (homonymie).
Franco Enrique Navarro Monteyro, né le 10 décembre 1961 à Aguaytía (en) (dans la région d'Ucayali au Pérou), est un footballeur international péruvien qui évoluait au poste d'attaquant, avant de devenir entraîneur.

## Biographie

### Carrière de joueur

#### En club
Franco Navarro commence sa carrière au Deportivo Municipal en 1979. Vice-champion du Pérou en 1981, il s'expatrie trois ans plus tard à l'Independiente Medellín en Colombie. Mais c'est à l'Independiente d'Avellaneda qu'il fait parler de lui en marquant 22 buts en championnat d'Argentine en deux saisons (1986-87 et 1987-88). Il est toujours considéré comme l'un des meilleurs joueurs étrangers de ce dernier club.
Après de brefs passages au Mexique (Estudiantes Tecos) et en Suisse (FC Wettingen), il revient en Argentine, afin de jouer pour le CA Unión en 1990. Il ne connaîtra cependant pas la même réussite qu'à l'Independiente (seulement 10 matchs disputés et aucun but marqué).
L'année suivante, il rentre définitivement au Pérou et signe pour le Sporting Cristal. Il remporte avec ce dernier le championnat 1991, son seul titre comme joueur. Il met fin à sa carrière à l'Alianza Lima en 1995.

#### En équipe nationale
International péruvien, il joue 56 matchs (pour 16 buts inscrits) entre 1980 et 1989. Il figure dans le groupe des sélectionnés lors de la Coupe du monde de 1982, sans jouer de match durant cette compétition.
Il dispute toutefois dix rencontres comptant pour les tours préliminaires de la Coupe du monde, lors des éditions 1986 et 1990. C'est d'ailleurs au cours des éliminatoires au Mundial 1986 qu'il subit un tacle assassin du défenseur Julián Camino (en), lors du match Argentine-Pérou du 30 juin 1985, au Stade Monumental (match nul 2-2). Avec une fracture du tibia péroné, il doit quitter les terrains de jeu pendant trois mois.
Il participe également aux Copa América de 1983 (deux buts marqués), 1987 et 1989 (un but).

## Statistiques

### En sélection nationale
| Saison                | Sélection             | Phases finales        | Phases finales | Phases finales | Éliminatoires CDM | Éliminatoires CDM | Matchs amicaux | Matchs amicaux | Total | Total |
| Saison                | Sélection             | Compétition           | M              | B              | M                 | B                 | M              | B              | M     | B     |
| --------------------- | --------------------- | --------------------- | -------------- | -------------- | ----------------- | ----------------- | -------------- | -------------- | ----- | ----- |
| 1980                  | Pérou                 | -                     | -              | -              | -                 | -                 | 2              | 0              | 2     | 0     |
| 1981                  | Pérou                 | -                     | -              | -              | -                 | -                 | 2              | 0              | 2     | 0     |
| 1982                  | Pérou                 | Coupe du monde 1982   | 0              | 0              | -                 | -                 | 4              | 1              | 4     | 1     |
| 1983                  | Pérou                 | Copa América 1983     | 6              | 2              | -                 | -                 | 5              | 1              | 11    | 3     |
| 1984                  | Pérou                 | -                     | -              | -              | -                 | -                 | 3              | 0              | 3     | 0     |
| 1985                  | Pérou                 | -                     | -              | -              | 8                 | 3                 | 9              | 5              | 17    | 8     |
| 1986                  | Pérou                 | -                     | -              | -              | -                 | -                 | 2              | 1              | 2     | 1     |
| 1987                  | Pérou                 | Copa América 1987     | 2              | 0              | -                 | -                 | 2              | 1              | 4     | 1     |
| 1988                  | Pérou                 | -                     | -              | -              | -                 | -                 | 1              | 0              | 1     | 0     |
| 1989                  | Pérou                 | Copa América 1989     | 4              | 1              | 2                 | 0                 | 4              | 1              | 10    | 2     |
| Total sur la carrière | Total sur la carrière | Total sur la carrière | 12             | 3              | 10                | 3                 | 34             | 10             | 56    | 16    |

#### Buts en sélection
| Buts en sélection de Franco Navarro | Buts en sélection de Franco Navarro | Buts en sélection de Franco Navarro      | Buts en sélection de Franco Navarro | Buts en sélection de Franco Navarro | Buts en sélection de Franco Navarro | Buts en sélection de Franco Navarro |
|                                     | Date                                | Lieu                                     | Adversaire                          | Score                               | Résultat                            | Compétition                         |
| ----------------------------------- | ----------------------------------- | ---------------------------------------- | ----------------------------------- | ----------------------------------- | ----------------------------------- | ----------------------------------- |
| 1.                                  | 30 mars 1982                        | Estadio Nacional, Lima (Pérou)           | Chili                               | 1-0                                 | 1-0                                 | Amical                              |
| 2.                                  | 11 août 1983                        | Lima (Pérou)                             | Uruguay                             | 1-1                                 | 1-1                                 | Amical                              |
| 3.                                  | 17 août 1983                        | Estadio Nacional, Lima (Pérou)           | Colombie                            | 1-0                                 | 1-0                                 | CA 1983                             |
| 4.                                  | 21 août 1983                        | Estadio Hernando Siles, La Paz (Bolivie) | Bolivie                             | 1-1                                 | 1-1                                 | CA 1983                             |
| 5.                                  | 17 février 1985                     | Lima (Pérou)                             | Bolivie                             | 1-0                                 | 3-0                                 | Amical                              |
| 6.                                  | 17 février 1985                     | Lima (Pérou)                             | Bolivie                             | 2-0                                 | 3-0                                 | Amical                              |
| 7.                                  | 17 février 1985                     | Lima (Pérou)                             | Bolivie                             | 3-0                                 | 3-0                                 | Amical                              |
| 8.                                  | 24 février 1985                     | Santiago (Chili)                         | Chili                               | 0-2                                 | 1-2                                 | Amical                              |
| 9.                                  | 27 février 1985                     | Stade Centenario, Montevideo (Uruguay)   | Uruguay                             | 0-1                                 | 2-2                                 | Amical                              |
| 10.                                 | 16 juin 1985                        | Estadio Nacional, Lima (Pérou)           | Venezuela                           | 1-0                                 | 4-1                                 | QCM 1986                            |
| 11.                                 | 27 octobre 1985                     | Santiago (Chili)                         | Chili                               | 3-1                                 | 4-2                                 | QCM 1986                            |
| 12.                                 | 27 octobre 1985                     | Santiago (Chili)                         | Chili                               | 4-2                                 | 4-2                                 | QCM 1986                            |
| 13.                                 | 30 janvier 1986                     | Trivandrum (Inde)                        | Inde                                | 0-1                                 | 0-1                                 | Amical                              |
| 14.                                 | 19 juin 1987                        | Estadio Nacional, Lima (Pérou)           | Chili                               | 1-0                                 | 1-3                                 | Amical                              |
| 15.                                 | 20 juin 1989                        | Port of Spain (Trinité-et-Tobago)        | Équateur                            | 2-1                                 | 2-1                                 | Amical                              |
| 16.                                 | 5 juillet 1989                      | Estádio Fonte Nova, Salvador (Brésil)    | Venezuela                           | 1-1                                 | 1-1                                 | CA 1989                             |

### Carrière d'entraîneur
Navarro a eu l'occasion de diriger bon nombre de clubs péruviens depuis ses débuts en 2e division au Sport Agustino en 1997. Il remporte le tournoi de clôture du championnat 1998 dès sa première expérience en 1re division avec le Sporting Cristal.
En mars 2006, il prend les rênes de l'équipe du Pérou qu'il dirige à sept reprises (1 victoire, 3 nuls et 3 défaites).
En 2015, il s'adjuge son deuxième titre en tant qu'entraîneur lorsque l'Universidad César Vallejo bat l'Alianza Lima 3-1 en finale du Torneo del Inca.
Son expérience la plus longue sur les bancs reste celle à la tête de l'UTC de Cajamarca entre 2016 et 2019, 3 ans, soit la deuxième la plus longue pour un entraîneur au Pérou (derrière Juan Reynoso au FBC Melgar).

## Palmarès

### Palmarès de joueur
Sporting Cristal
- Championnat du Pérou (1) :
  - Champion : 1991.

### Palmarès d'entraîneur
| Sporting Cristal - Tournoi de clôture (1) : - Champion : 1998-C. |  | Universidad César Vallejo - Torneo del Inca (1) : - Vainqueur : 2015. |